# Evert Fredrik Taube
Evert Fredrik Taube af Odenkat, föddes 1648, död 9 oktober 1703 i Karlskrona, var en svensk friherre och amiral. Han var son till Evert Taube. 

## Biografi
Taube blev underlöjtnant 31 mars 1670, överlöjtnant 1672, kapten 7 november 1674, kommendör 3 mars 1676, major 6 juni 1676 och amirallöjtnant 13 juni 1678. Han blev reducerad år 1679 men kom åter i tjänst 1688. Han blev viceamiral år 1691, friherre år 1692 och amiral 23 mars år 1700.
Han kommenderade fem fartyg: Mars år 1676, Draken år 1677, Ulrica år 1689, Blekinge år 1690 och Drottning Ulrica Eleonora år 1700.
Han var gift med Beata Elisabet Wrangel af Adinal och fick med henne sex söner och nio döttrar, bland andra Magdalena Diedrika (1680–), Edvard Didrik Taube (1681-1751), Jakob Johan Taube (1685-1709), Charlotta Maria (1691-1764), gift med generalmajoren Göran Rosenhane (1678-1754)
och Carl Didrik (1692-1746), kapten samt anfader för de senare medlemmarna av ätten Taube af Odenkat.